# Hoplolatilus chlupatyi
Hoplolatilus chlupatyi är en fiskart som beskrevs av Klausewitz, Mccosker, Randall och Zetzsche, 1978. Hoplolatilus chlupatyi ingår i släktet Hoplolatilus och familjen Malacanthidae. Inga underarter finns listade i Catalogue of Life.